# Сасс Анатолій Хомич
Сасс Анатолій Хомич (22 грудня 1935 — 31 серпня 2023) — російський академічний веслувальник.
Олімпійський чемпіон 1968 року в складі парної двійки, учасник 1964 року.
Срібний призер Чемпіонату Європи 1965 року в одиночці.